# Hemsworth
Hemsworth – miasto w Wielkiej Brytanii, w Anglii, w hrabstwie West Yorkshire. W 2001 r. miasto to zamieszkiwało 13 311 osób.